# Rinat Achmetov
Rinat Leonidovytj Achmetov (ukrainska: Рінат Леонідович Ахметов ryska: Ринат Леонидович Ахметов) född 21 september 1966, Donetsk, Ukrainska SSR, Sovjetunionen är en ukrainsk oligark, affärsman och miljardär. Han är ordförande i System Capital Management Holdings, och president för den ukrainska fotbollsklubben, FK Sjachtar Donetsk. Han utexaminerades från Donetsk Nationella Universitet med en examen i ekonomi i mitten av 1990-talet. 

## Affärsverksamhet
Som ordförande i System Capital Management Holdings kontrollerar Achmetov stålverk, bryggerier, mobiltelefoni, banker och försäkringsväsen. 
I tidskriften Korespondents lista över Ukrainas 50 rikaste människor är Achmetov, med en förmögenhet på 31,1 miljarder dollar, på första plats.

## Politik
Under åren 2006–2012 var han ledamot av Ukrainas parlament för partiet Regionernas parti.
Achmetov stödde tidigare partiet ekonomiskt och är liksom den störtade presidenten Viktor Janukovytjs från i Donetsk. Men han har varit snabb att distansera sig från expresidenten efter att denne fick lämna presidentposten.
I Mariupol vid Azovska sjön organiserade Achmetov inför Presidentvalet i Ukraina 2014 lokala garden för att återupprätta ordningen. På grund av oroligheterna genomfördes valet inte i större delen av Donetsk oblast; Mariupol med omnejd var på grund av de lokala garden ett av de få undantagen.

## Privat
Sedan 2024 äger Achmetov megayachten Luminance.